# يناير 2011
يناير 2011 هو الشهر الأول من عام 2011. بدأ الشهر يوم السبت، وانتهى يوم الإثنين بعد 31 يومًا.

## بوابة:أحداث جارية
| \| 1 يناير 2011 (السبت) \| عدل \| تاريخ \| راقب \| تصفح \| |     |       |      |      |
| - تفجير بسيارة مفخخة بالقرب من كنيسة القديسين بمنطقة سيدي بشر في الإسكندرية يؤدي إلى مقتل وجرح العشرات، ومئات المحتجين الأقباط يهاجمون سيارات الشرطة والإسعاف إثر التفجير. (الجزيرة) - ديلما روسيف تؤدي اليمين الدستورية لتصبح أول امرأة تتولى الرئاسة في البرازيل. (بي بي سي) - احتفالات رأس السنة الميلادية الجديدة تعم مختلف أرجاء العالم. (بي بي سي) |     |       |      |      |
| 1 يناير 2011 (السبت) | عدل | تاريخ | راقب | تصفح |

| 1 يناير 2011 (السبت) | عدل | تاريخ | راقب | تصفح |

| \| 2 يناير 2011 (الأحد) \| عدل \| تاريخ \| راقب \| تصفح \| |     |       |      |      |
| - احتجاجات طائفية تصاحب تشييع ضحايا تفجير الإسكندرية، والمشيعون يرفضون تقبل تعازي الرئيس محمد حسني مبارك. (الجزيرة) - مقتل فلسطينية أثناء تظاهرة احتجاجية ضد الجدار الإسرائيلي العازل في بلعين بالضفة الغربية، والسلطة الوطنية الفلسطينية تعتبر الحادثة جريمة حرب. (بي بي سي) - المعارضة اليمنية تعلن أن العام الحالي هو عام للنضال السلمي لمواجهة ما اسمته عبث السلطة بالدستور، تقرر البدء بتنظيم احتجاجات شعبية واسعة في كل المحافظات اليمنية. (بي بي سي) - الرئيس الإيراني محمود أحمدي نجاد يعرض سيارته الخاصة للبيع لتمويل صندوق لبناء المساكن للمعاقين والمحتاجين، وعربي يعرض مليون دولار ثمنًا للسيارة. (بي بي سي) |     |       |      |      |
| 2 يناير 2011 (الأحد) | عدل | تاريخ | راقب | تصفح |

| 2 يناير 2011 (الأحد) | عدل | تاريخ | راقب | تصفح |

| \| 3 يناير 2011 (الإثنين) \| عدل \| تاريخ \| راقب \| تصفح \| |     |       |      |      |
| - شيخ الجامع الأزهر أحمد الطيب يتهم البابا بندكت السادس عشر (في الصورة) بالتدخل في الشؤون الداخلية لمصر، والفاتيكان يرفض هذه الإتهامات. (بي بي سي) - قافلة آسيا تدخل قطاع غزة عبر معبر رفح محملة بمئات الأطنان من المساعدات، ومصر تمنع الوفد الإيراني من الإنضمام للقافلة. (الجزيرة) - السلطات في جنوب السودان تعزز تواجدها الأمني في قرى ومدن الجنوب قبيل استفتاء تقرير المصير المقرر إقامته في 9 يناير المقبل. (الجزيرة) - إسرائيل تعين تامير باردو مديرًا جديدًا للموساد. (الجزيرة) |     |       |      |      |
| 3 يناير 2011 (الإثنين) | عدل | تاريخ | راقب | تصفح |

| 3 يناير 2011 (الإثنين) | عدل | تاريخ | راقب | تصفح |

| \| 4 يناير 2011 (الثلاثاء) \| عدل \| تاريخ \| راقب \| تصفح \| |     |       |      |      |
| - الرئيس السوداني عمر البشير (في الصورة) يعلن مجددًا من جوبا أن حكومته ستقبل خيار الجنوبيين في الاستفتاء على تقرير مصير الإقليم مهما كانت نتيجته، ويؤكد أن الحكومة ستعمل على تقليل سلبيات الانفصال إذا تحقق. (الجزيرة) - باحثون أمريكيون بمستشفى في بوسطن يطورون تحليلًا جديدًا للدم بإمكانه كشف خلية سرطانية واحدة وسط ملايين الخلايا السليمة. (بي بي سي) - كسوف جزئي للشمس هو الأول في عام 2011 يشاهد في أوروبا وشمال أفريقيا والشرق الأوسط وآسيا الوسطى. (العربية) |     |       |      |      |
| 4 يناير 2011 (الثلاثاء) | عدل | تاريخ | راقب | تصفح |

| 4 يناير 2011 (الثلاثاء) | عدل | تاريخ | راقب | تصفح |

| \| 5 يناير 2011 (الأربعاء) \| عدل \| تاريخ \| راقب \| تصفح \| |     |       |      |      |
| - ممثل الاتحاد الأفريقي في المحادثات الرامية إلى التوصل لحل للأزمة السياسية في كوت ديفوار رئيس وزراء كينيا رايلا أودينجا (في الصورة) يقول إنه يعتقد أن الرئيس المنتهية ولايته لوران غباغبو يعرف انه ليس أمامه سوى التنحي عن الرئاسة، ويرى إنه على استعداد للتفاوض لإنهاء الأزمة سلميًا. (بي بي سي) - رئيس الوزراء الكويتي الشيخ ناصر المحمد الصباح يجتاز اقتراعًا بعدم التعاون في جلسة مغلقة بمجلس الأمة عقب استجوابه فيما يتعلق بانتهاكات محتملة للدستور والحريات العامة، وذلك بعد عدم موافقة 25 نائبًا على طلب عدم التعاون الذي قدمه عشرة نواب.-(سي إن إن) - تواصل احتجاجات الأقباط في مصر على تفجير كنيسة القديسين في الإسكندرية والذي أودى بحياة 23 شخصًا. (الجزيرة) - شركة أبل للإلكترونيات تحقق قيمة سوقية أكثر من 300 مليار دولار أمريكي، لتصبح الشركة الوحيدة إلى جانب عملاقة النفط والطاقة إكسون موبيل التي تتجاوز هذا الرقم. (الجزيرة) |     |       |      |      |
| 5 يناير 2011 (الأربعاء) | عدل | تاريخ | راقب | تصفح |

| 5 يناير 2011 (الأربعاء) | عدل | تاريخ | راقب | تصفح |

| \| 6 يناير 2011 (الخميس) \| عدل \| تاريخ \| راقب \| تصفح \| |     |       |      |      |
| - إجراءات أمنية مشددة في مصر لتأمين الكنائس أثناء قداس عيد الميلاد الذي يقام مساء اليوم وسط أجواء من الحداد والحذر والترقب بعد الهجوم الذي وقع قبل أيام على كنيسة القديسين بالإسكندرية وأسفر عن مقتل وإصابة العشرات. (بي بي سي) - مواجهات عنيفة في الجزائر العاصمة احتجاجًا على غلاء أسعار المواد الغذائية تؤدي إلى سقوط ما لا يقل عن 30 جريحًا في صفوف الشرطة والمتظاهرين، إلى جانب خسائر مادية في الممتلكات الشخصية وبعض المحلات التجارية. (العربية) |     |       |      |      |
| 6 يناير 2011 (الخميس) | عدل | تاريخ | راقب | تصفح |

| 6 يناير 2011 (الخميس) | عدل | تاريخ | راقب | تصفح |

| \| 7 يناير 2011 (الجمعة) \| عدل \| تاريخ \| راقب \| تصفح \| |     |       |      |      |
| - الرئيس الفرنسي نيكولا ساركوزي (في الصورة) يندد بوجود مخطط تطهير ديني يستهدف الأقليات المسيحية في الشرق الأوسط وذلك بعد الاعتداءات التي استهدفت كنائس في العراق ومصر. (العربية) - الممثلة العليا للسياسة الخارجية في الاتحاد الأوروبي كاترين أشتون تقول إن رئاسة الاتحاد رفضت الدعوة التي وجهتها إيران لزيارة منشآتها النووية وذلك لأن التفتيش على المواقع النووية منوط بالوكالة الدولية للطاقة الذرية، وتعتبر أن العرض الإيراني لن يؤدي إلى عرقلة المفاوضات الجارية مع إيران بشأن ملفها النووي. (العربية) |     |       |      |      |
| 7 يناير 2011 (الجمعة) | عدل | تاريخ | راقب | تصفح |

| 7 يناير 2011 (الجمعة) | عدل | تاريخ | راقب | تصفح |

| \| 8 يناير 2011 (السبت) \| عدل \| تاريخ \| راقب \| تصفح \| |     |       |      |      |
| - مفوضية الاستفتاء في جنوب السودان تعلن اكتمال استعداداتها المكتبية والميدانية قبل يوم واحد من بدء التصويت في استفتاء تقرير مصير جنوب السودان. (الجزيرة) - اندلاع مصادمات شعبية مع قوات الأمن في عشر ولايات في الجزائر احتجاجًا على غلاء المعيشة وتفشي البطالة. (بي بي سي) - الجيش الإسرائيلي يعلن مصرع جندي وإصابة أربعة بنيران صديقة قرب الحدود مع قطاع غزة. (رويترز) - تشيلي تعترف بدولة فلسطين كدولة حرة مستقلة ذات سيادة على حدود ما قبل 5 يونيو / حزيران 1967. (رويترز) |     |       |      |      |
| 8 يناير 2011 (السبت) | عدل | تاريخ | راقب | تصفح |

| 8 يناير 2011 (السبت) | عدل | تاريخ | راقب | تصفح |

| \| 9 يناير 2011 (الأحد) \| عدل \| تاريخ \| راقب \| تصفح \| |     |       |      |      |
| - بدء أول أيام التصويت في استفتاء جنوب السودان، ومفوضية الاستفتاء تقول أن نتيجة التصويت ستصدر بعد شهر من نهايته، ورئيس حكومة جنوب السودان سيلفا كير (في الصورة) يعلن أن لا بديل عن التعايش السلمي بين الشمال والجنوب. (الجزيرة) - تجدد الإحتجاجات الشعبية في تونس يخلف 8 قتلى وعددًا من الجرحى سقطوا برصاص الشرطة. (بي بي سي) - مصرع 3 متظاهرين وإصابة 400 آخرين في مصادمات بين متظاهرين شبان وقوات الأمن في أنحاء مختلفة من الجزائر. (بي بي سي) - تحطم طائرة ركاب إيرانية على متنها أكثر من مئة راكب فوق منطقة أرومية، والإعلان عن نجاة خمسين راكبًا. (بي بي سي) |     |       |      |      |
| 9 يناير 2011 (الأحد) | عدل | تاريخ | راقب | تصفح |

| 9 يناير 2011 (الأحد) | عدل | تاريخ | راقب | تصفح |

| \| 10 يناير 2011 (الإثنين) \| عدل \| تاريخ \| راقب \| تصفح \| |     |       |      |      |
| - الناخبون في جنوب السودان يواصلون الإدلاء بأصواتهم في استفتاء تقرير المصير لليوم الثاني وسط إقبال كبير. (الجزيرة) - عدد قتلى الاحتجاجات في تونس يبلغ 25 شخص، والحكومة تقول أن رسالة المحتجين قد وصلت. (الجزيرة) - إيران تعتقل شبكة تجسس تابعة للموساد كانت تقف وراء عملية اغتيال طالت عالم نووي في العام الماضي. (بي بي سي) - البرازيل تحذر من حرب عالمية تجارية بسبب تلاعب جمهورية الصين الشعبية والولايات المتحدة في سوق العملات. (بي بي سي) |     |       |      |      |
| 10 يناير 2011 (الإثنين) | عدل | تاريخ | راقب | تصفح |

| 10 يناير 2011 (الإثنين) | عدل | تاريخ | راقب | تصفح |

| \| 11 يناير 2011 (الثلاثاء) \| عدل \| تاريخ \| راقب \| تصفح \| |     |       |      |      |
| - إطلاق نار على قطار أثناء وقوفه في محطة مدينة سمالوط بمحافظة المنيا يؤدي إلى مقتل شخص وإصابة خمسة آخرين. (العربية) - الرئيس التونسي زين العابدين بن علي (في الصورة) يصف الاضطرابات التي تشهدها عدة مدن في بلاده بأنها عمل إرهابي تقف وراءه أطراف خارجية ويعلن عن خمسة قرارات تتمثل في مضاعفة طاقة التشغيل وتنويع ميادينها خلال عامي 2011 و2012 بحيث يتم تشغيل أكبر عدد من العاطلين عن العمل وحملة الشهادات العليا وخلق 300 ألف وظيفة جديدة، والحكومة التونسية تعلن تعطيل الدراسة في المدارس والمعاهد والجامعات إلى أجل غير مسمى بسبب الاضطرابات. (الجزيرة) - وزارة الخارجية السودانية تنفي تصريحات نسبت إلى الرئيس الأميركي الأسبق جيمي كارتر والتي تفيد بأن الرئيس السوداني عمر البشير قال إن الشمال سيتحمل مجمل الديون الخارجية للسودان إذا ما قرر الجنوبيون الانفصال. (الجزيرة) - تقرير إسرائيلي يفيد أن عدد الجياع في قطاع غزة بلغ مليون جائع. (الجزيرة) |     |       |      |      |
| 11 يناير 2011 (الثلاثاء) | عدل | تاريخ | راقب | تصفح |

| 11 يناير 2011 (الثلاثاء) | عدل | تاريخ | راقب | تصفح |

| \| 12 يناير 2011 (الأربعاء) \| عدل \| تاريخ \| راقب \| تصفح \| |     |       |      |      |
| - وزراء المعارضة يعلنون استقالتهم من الحكومة اللبنانية، ويطالبون الرئيس ميشال سليمان باتخاذ الإجراءات القانونية والدستورية اللازمة. (العربية) - الوزير التونسي الأول محمد الغنوشي يعلن الإفراج عن جميع الأشخاص الذين تم توقيفهم خلال الاضطرابات الشعبية المستمرة منذ منتصف ديسمبر الماضي وذلك بعد ساعات من عزل وزير الداخلية رفيق بالحاج قاسم بقرار رئاسي. (العربية) - رئيس الوزراء الكويتي الشيخ ناصر المحمد الصباح يزور العراق بدعوة من رئيس الوزراء العراقي نوري المالكي في أول زيارة لرئيس حكومة كويتية للعراق منذ الغزو العراقي للكويت عام 1990. (بي بي سي) - ملك الأردن عبد الله الثاني بن الحسين يوجه بتخفيض الأسعار بعد أقل من أسبوعين على رفع الحكومة لأسعار المشتقات النفطية وذلك استباقًا ليوم الغضب الأردني المقرر يوم 14 يناير.-(سي إن إن) - سلاح الجو الصيني يختبر مقاتلة الجيل الخامس الصينية جي-20 إبان زيارة وزير الدفاع الأمريكي روبرت غيتس وقبيل زيارة الرئيس الصيني هو جينتاو (في الصورة) إلى الولايات المتحدة الأسبوع المقبل.-(سي إن إن) |     |       |      |      |
| 12 يناير 2011 (الأربعاء) | عدل | تاريخ | راقب | تصفح |

| 12 يناير 2011 (الأربعاء) | عدل | تاريخ | راقب | تصفح |

| \| 13 يناير 2011 (الخميس) \| عدل \| تاريخ \| راقب \| تصفح \| |     |       |      |      |
| - الرئيس التونسي زين العابدين بن علي يتعهد بدعم الديمقراطية وتفعيل التعددية وإنشاء لجنة للنظر في قوانين الصحافة والانتخابات، وأعلن أنه أصدر أوامره من أجل الامتناع عن استخدام الرصاص الحي لقمع المظاهرات إلا في الحالات القصوى، ويلمح إلى عدم ترشحه لانتخابات الرئاسة عام 2014. (بي بي سي) - الرئيس اللبناني ميشال سليمان (في الصورة) يطلب من الحكومة المستقيلة برئاسة سعد الدين الحريري الاستمرار في تصريف الأعمال لحين تشكيل حكومة جديدة، ويعلن عن إجراء الاستشارات النيابية لتسمية رئيس الحكومة الجديد يوم 17 يناير. (العربية) - وزير الداخلية الكويتي الشيخ جابر خالد جابر الصباح يقدم استقالته من منصبة على خلفية ثبوت شبهة جنائية في وفاة مواطن كان محتجزًا لدى المباحث. (العربية) |     |       |      |      |
| 13 يناير 2011 (الخميس) | عدل | تاريخ | راقب | تصفح |

| 13 يناير 2011 (الخميس) | عدل | تاريخ | راقب | تصفح |

| \| 14 يناير 2011 (الجمعة) \| عدل \| تاريخ \| راقب \| تصفح \| |     |       |      |      |
| - الوزير التونسي الأول محمد الغنوشي (في الصورة) يعلن توليه السلطة مؤقتاً بسبب تعذر أداء الرئيس زين العابدين بن علي لمهامة إثر الثورة التونسية الشعبية، والتلفزة المحلية تعلن تحت بند الطوارئ أن أي تجمع يزيد على ثلاثة أشخاص ممنوع وفرض حظر التجول بين الخامسة مساءً والسابعة صباحاً ولأجل غير مسمى وإن قوات الأمن ستستخدم السلاح ضد المشتبهين الذين لا يتوقفون عندما يطلب منهم ذلك. (بي بي سي) - مسيرات في الأردن احتجاجًا على غلاء المعيشة، والمشاركون يرددون هتافات تطالب بإقالة الحكومة احتجاجًا على الوضع الاقتصادي. (العربية) - الفيضانات تقتل 400 شخص في البرازيل في واحدة من أسوأ الكوارث الطبيعية التي تضرب البلاد منذ عقود. (رويترز) |     |       |      |      |
| 14 يناير 2011 (الجمعة) | عدل | تاريخ | راقب | تصفح |

| 14 يناير 2011 (الجمعة) | عدل | تاريخ | راقب | تصفح |

| \| 15 يناير 2011 (السبت) \| عدل \| تاريخ \| راقب \| تصفح \| |     |       |      |      |
| - رئيس مجلس النواب التونسي فؤاد المبزع يؤدي اليمين الدستورية رئيسًا مؤقتًا للجمهورية خلفًا للرئيس زين العابدين بن علي وذلك بعد إعلان المجلس الدستوري التونسي عن شغور منصب الرئيس بشكل نهائي وذلك حسب المادة 57 من الدستور حيث أن الرئيس بن علي لا يستطيع القيام بما تلتزمه مهامه وهو ما يعني الوصول لحالة العجز النهائي.-(سي إن إن) - المعارضة التونسية تعلن أن الوزير الأول محمد الغنوشي قبل اقتراحًا تقدمت به أحزاب المعارضة لتشكيل حكومة ائتلافية. (بي بي سي) |     |       |      |      |
| 15 يناير 2011 (السبت) | عدل | تاريخ | راقب | تصفح |

| 15 يناير 2011 (السبت) | عدل | تاريخ | راقب | تصفح |

| \| 16 يناير 2011 (الأحد) \| عدل \| تاريخ \| راقب \| تصفح \| |     |       |      |      |
| - أمين عام حزب الله حسن نصر الله يؤكد أن المعارضة اللبنانية لن ترشح رئيس حكومة تصريف الأعمال سعد الدين الحريري في الاستشارات النيابية لاختيار رئيس جديد للوزراء. (العربية) - معارك عنيفة بين الجيش التونسي وعناصر من أمن الرئاسة المتحصنين بالقرب من قصر قرطاج الرئاسي، والجيش يستخدم مروحيات في الاشتباكات، كما تم اعتقال حوالي ثلاثة آلاف من عناصر أمن الرئاسة في أنحاء من العاصمة وكان بعضهم يحملون أسلحة ويرتدون ملابس مدنية، وأحد قادة الأمن الوطني يقول أن عناصر أمن الرئاسة تدافع عن وضعها النخبوي الذي تمتعت به في العهد السابق. (العربية) - الزعيم الليبي معمر القذافي (في الصورة) يقول في خطاب وجهه للشعب التونسي إنه متألم من سقوط نظام الرئيس زين العابدين بن علي ويقول إنه ما زال رئيسًا شرعيًا لتونس، وإن التغيير كان يمكن أن يتم بصورة سلمية عن طريق الاستفتاء، ويعتبر أن التونسيين خسروا ابن علي. (العربية) - أغلقت مساء أمس مراكز الاقتراع باستفتاء جنوب السودان بعد أسبوع من فتحها أمام ما يقرب من أربعة ملايين ناخب وذلك لتقرير مصير مستقبل جنوب السودان إما باستمرار الوحدة مع الشمال، أو الانفصال وإعلان دولة مستقلة في الجنوب.-(سي إن إن) |     |       |      |      |
| 16 يناير 2011 (الأحد) | عدل | تاريخ | راقب | تصفح |

| 16 يناير 2011 (الأحد) | عدل | تاريخ | راقب | تصفح |

| \| 17 يناير 2011 (الإثنين) \| عدل \| تاريخ \| راقب \| تصفح \| |     |       |      |      |
| - الإعلان عن تشكيل الحكومة التونسية الجديدة والتي يرأسها محمد الغنوشي ويشارك بها زعماء من المعارضة، ومظاهرة بتونس العاصمة ضد مشاركة التجمع الدستوري الديمقراطي الحاكم في الحكومة الجديدة فرقتها قوات الأمن باستخدام الغاز المسيل للدموع وخراطيم المياه وإطلاق الأعيرة النارية في الهواء. (العربية) - المحكمة الدولية الخاصة بلبنان تعلن إن المدعي العام دانيال بلمار سلم قاضي الاجراءات التمهيدية دانيال فرانسين القرار الاتهامي بشأن اغتيال رئيس الوزراء السابق رفيق الحريري. (بي بي سي) - محكمة أمن الدولة العليا في قنا بصعيد مصر تصدر حكمًا بإعدام المتهم بقتل 6 أقباط وضابط شرطة من سيارة مسرعة في بلدة نجع حمادي في شهر يناير من العام الماضي. (بي بي سي) - مكتب رئاسة الجمهورية اللبنانية يعلن عن تأجيل المشاورات البرلمانية لتشكيل حكومة جديدة للأسبوع المقبل، وذلك لإفساح المجال أمام المحادثات التي سيجريها اليوم زعماء سوريا وتركيا وقطر حول الشأن اللبناني. (رويترز) - الحكومة السورية تقر خطة لدعم زيت التدفئة بنسبة 72% وستكلف الدولة 326 مليون $ سنويًا وسيستفيد منها حوالي مليونان من العاملين في الدولة والمتقاعدين، والحكومة الأردنية تقر خطة لخفض أسعار الوقود والسكر والأرز بتكلفة 225 مليون $ سنويًا، ويأتي ذلك بعد الاطاحة بالرئيس التونسي زين العابدين بن علي من السلطة بسبب احتجاجات بدأت بسبب ارتفاع الأسعار والبطالة والقمع. (رويترز) - تواصل عملية فرز الأصوات في استفتاء جنوب السودان وسط توقعات أن تصل نسبة التصويت لصالح الانفصال إلى 98%.-(سي إن إن) |     |       |      |      |
| 17 يناير 2011 (الإثنين) | عدل | تاريخ | راقب | تصفح |

| 17 يناير 2011 (الإثنين) | عدل | تاريخ | راقب | تصفح |

| \| 18 يناير 2011 (الثلاثاء) \| عدل \| تاريخ \| راقب \| تصفح \| |     |       |      |      |
| - الرئيس التونسي المؤقت فؤاد المبزع والوزير الأول محمد الغنوشي يستقيلا من التجمع الدستوري الديمقراطي وذلك سعيًا لفصل الدولة عن الحزب. (رويترز) - تجدد المظاهرات في تونس ضد الحكومة الجديدة بسبب مشاركة أعضاء من الحزب الحاكم السابق بها، وانسحاب ثلاثة وزراء منها احتجاجًا على مشاركة الحزب، والحزب الحاكم السابق يطرد الرئيس المخلوع زين العابدين بن علي وستة من أقرب معاونيه من صفوفه. (العربية) - تفجير انتحاري بحزام ناسف استهدف مركزًا للتجنيد بمدينة تكريت يؤدي إلى مقتل 50 شخصًا على الأقل وإصابة 150 آخرين بجروح. (العربية) - المئات من عناصر حزب الله غير المسلحين تتجمع وسط العاصمة بيروت احتجاجًا على صدور القرار الاتهامي في جريمة اغتيال رئيس وزراء لبنان الأسبق رفيق الحريري، والمدعي العام للمحكمة الخاصة بلبنان دانيال بلمار يقول إن الأدلة التي استند إليها في القرار الاتهامي تتمتع بالمصداقية والقوة، ويشدد على أن التكهنات في شأن مضمون القرار غير منتجة. (العربية) |     |       |      |      |
| 18 يناير 2011 (الثلاثاء) | عدل | تاريخ | راقب | تصفح |

| 18 يناير 2011 (الثلاثاء) | عدل | تاريخ | راقب | تصفح |

| \| 19 يناير 2011 (الأربعاء) \| عدل \| تاريخ \| راقب \| تصفح \| |     |       |      |      |
| - وزير الخارجية السعودي الأمير سعود الفيصل يعلن أن بلاده رفعت يدها عن بذل الجهود في لبنان بناءً على توجيهات الملك عبد الله بن عبد العزيز، ويصف الوضع اللبناني الراهن بالخطير خاصة إذا آل المآل إلى التقسيم أو الانفصال المتوقع. (العربية) - الرئيس الأمريكي باراك أوباما (في الصورة) يستقبل الرئيس الصيني هو جينتاو في البيت الأبيض لإجراء محادثات تركز على قضايا الخلاف بين البلدين وخاصةً السياسة النقدية. (بي بي سي) - رئيس الوزراء الكيني رايلا أودينجا يغادر كوت ديفوار بعد أن فشلت آخر محاولاته للوساطة من أجل حل أزمة الانتخابات الرئاسية التي تشل البلاد. (بي بي سي) - زلزال عنيف يضرب جنوب غرب باكستان بلغت قوته 7.2 درجة على مقياس ريختر وشعر به في أنحاء متفرقة من باكستان والهند وإيران ودبي والبحرين، وتوقعات بحدوث عدد من الهزات الارتدادية القوية.-(سي إن إن) |     |       |      |      |
| 19 يناير 2011 (الأربعاء) | عدل | تاريخ | راقب | تصفح |

| 19 يناير 2011 (الأربعاء) | عدل | تاريخ | راقب | تصفح |

| \| 20 يناير 2011 (الخميس) \| عدل \| تاريخ \| راقب \| تصفح \| |     |       |      |      |
| - أمين عام جامعة الدول العربية عمرو موسى (في الصورة) يعتبر في كلمته أمام القمة الاقتصادية العربية الثانية أن الاحتجاجات التي شهدتها مختلف الدول العربية مؤخرًا والتي بلغت ذروتها في تونس تأتي انعكاسًا لما تعانيه النفس العربية من انكسار بسبب سوء الأوضاع المعيشية نتيجة الفقر والبطالة.-(سي إن إن) - الحكومة الانتقالية التونسية تقر في أول اجتماع لها مشروع قانون عفو عام يشمل السجناء السياسيين بمن فيهم أعضاء حركة النهضة الإسلامية، كما أعلنت الحكومة الاعتراف بكافة الأحزاب والحركات السياسية التي كانت محظورة، والتجمع الدستوري الديمقراطي يحل اللجنة المركزية للحزب الذي كان يتزعمه الرئيس المخلوع زين العابدين بن علي وذلك على خلفية انسحاب عدد كبير من أعضاء اللجنة بعد أن أصبحوا وزراء بالحكومة وذلك بعد ضغوط شعبية طالبت بخروج الحزب من السلطة أو حله وحظر نشاطه نهائيًا باعتباره شريكًا ومساهمًا في جميع الانتهاكات والتجاوزات التي وقعت خلال العهد السابق. (العربية) - وزيرا خارجية قطر الشيخ حمد بن جاسم آل ثاني وتركيا أحمد داود أوغلو يوقفان مساعيهما لحل الأزمة اللبنانية ويغادران بيروت للتشاور مع قيادتيهما. (العربية) - مظاهرات للمعارضة السودانية في الخرطوم للمطالبة بإطاحة النظام الحاكم. (العربية) |     |       |      |      |
| 20 يناير 2011 (الخميس) | عدل | تاريخ | راقب | تصفح |

| 20 يناير 2011 (الخميس) | عدل | تاريخ | راقب | تصفح |

| \| 21 يناير 2011 (الجمعة) \| عدل \| تاريخ \| راقب \| تصفح \| |     |       |      |      |
| - رئيس الحزب التقدمي الاشتراكي النائب وليد جنبلاط يعلن من خلال مؤتمر صحفي عرض فيه وجهة نظره من الأزمة السياسية والحكومية الحالية في لبنان عن ثبات موقف حزبه إلى جانب سوريا والمقاومة. (بي بي سي) - الحكومة التونسية المؤقتة تقر تعويض أسر ضحايا الثورة التونسية الشعبية وتعلن الحداد 3 أيام ترحمًا عليهم. (الجزيرة) - رئيس حكومة تصريف الأعمال وزعيم تيار المستقبل سعد الدين الحريري (في الصورة) يؤكد أنه مرشح لرئاسة الحكومة القادمة عن كتلته وحلفائها، وأقطاب المعارضة اللبنانية يتمسكون برفض ترشحه للرئاسة، وأمير قطر الشيخ حمد بن خليفة آل ثاني والرئيس السوري بشار الأسد يعربان عن قلقهما على استقرار الوضع في لبنان. (الجزيرة) |     |       |      |      |
| 21 يناير 2011 (الجمعة) | عدل | تاريخ | راقب | تصفح |

| 21 يناير 2011 (الجمعة) | عدل | تاريخ | راقب | تصفح |

| \| 22 يناير 2011 (السبت) \| عدل \| تاريخ \| راقب \| تصفح \| |     |       |      |      |
| - قوات الشرطة الجزائرية تفرق تظاهرة مطالبة بالديمقراطية في الجزائر العاصمة وتؤدي إلى جرح عدد من الأشخاص واعتقال آخرين. (بي بي سي) - رئيس وزراء ألبانيا سالي باريشا (في الصورة) يقول إن بلاده لن تشهد انتفاضة مشابهة لما حدث في تونس، وذلك عقب مقتل ثلاثة محتجين في اشتباكات مع الشرطة. (بي بي سي) - مسيرات في العاصمة الأردنية عمّان وعدد من المدن الأردنية شارك فيها آلاف المواطنين احتجاجًا على الغلاء واستفحال البطالة رغم لجوء حكومة سمير زيد الرفاعي إلى زيادة الرواتب والمعاشات بمقدار 28 $. (الجزيرة) - مفوضية استفتاء جنوب السودان تعلن أنه طبقًا لأول نتائج أولية رسمية بأن نحو 99% من الجنوبيين المشاركين في الاستفتاء صوتوا لصالح الانفصال. (رويترز) - الوزير التونسي الأول محمد الغنوشي يتعهد بالتخلي عن كل نشاط سياسي بعد الفترة الانتقالية التي تنتهي مع إجراء انتخابات ديمقراطية. (العربية) |     |       |      |      |
| 22 يناير 2011 (السبت) | عدل | تاريخ | راقب | تصفح |

| 22 يناير 2011 (السبت) | عدل | تاريخ | راقب | تصفح |

| \| 23 يناير 2011 (الأحد) \| عدل \| تاريخ \| راقب \| تصفح \| |     |       |      |      |
| - وزير الداخلية المصري اللواء حبيب العادلي يوجه الاتهام لتنظيم جيش الإسلام الفلسطيني المرتبط بتنظيم القاعدة بأنه وراء التفجير الذي تعرضت له كنيسة القديسين في الإسكندرية ليلة رأس السنة وأدى إلى مقتل 23 شخصًا، والتنظيم ينفي مسؤوليته عن الهجوم. (العربية) - رئيس الهيئة التنفيذية في القوات اللبنانية سمير جعجع يقول إن لا شيء حسم بالنسبة للاستشارات النيابية لإختيار رئيس الحكومة، ويرى أنها ستجري في ظل صراع محموم من أجل كل صوت، ويؤكد تمسك فريقه بتكليف رئيس حكومة تصريف الأعمال سعد الدين الحريري برئاسة الحكومة، ويتهم المعارضة برفض التوصل إلى تسوية. (بي بي سي) - تركيا تدين النتائج التي خلص إليها تحقيق إسرائيلي برأ الحكومة الإسرائيلية والجيش من مخالفة القانون الدولي خلال الهجوم على سفينة مساعدات تركية متوجهة لقطاع غزة في مايو الماضي، ورئيس الوزراء التركي رجب طيب أردوغان (في الصورة) يصف القرار بأنه بلا قيمة وإنه قرار داخلي ولا يعني تركيا من قريب أو من بعيد. (بي بي سي) - وفاة طالب جامعي يمني متأثرًا بإصابته أثناء مشاركته في مسيرة احتجاج في عدن نظمها الحراك الجنوبي تنادي بتنحي الرئيس علي عبد الله صالح. (الجزيرة) |     |       |      |      |
| 23 يناير 2011 (الأحد) | عدل | تاريخ | راقب | تصفح |

| 23 يناير 2011 (الأحد) | عدل | تاريخ | راقب | تصفح |

| \| 24 يناير 2011 (الإثنين) \| عدل \| تاريخ \| راقب \| تصفح \| |     |       |      |      |
| - المعارضة اللبنانية تختار نجيب ميقاتي مرشحًا لها لتولي رئاسة الحكومة، وأمين عام حزب الله حسن نصر الله يتعهد بتشكيل حكومة شراكة وطنية إذا فاز مرشحهم في الاستشارات النيابية. (الجزيرة) - الرئيس الإيراني محمود أحمدي نجاد يعرب عن أمله في استئناف المحادثات مع القوى العالمية حول البرنامج النووي الإيران وذلك بعد انتهاء المفاوضات دون إحراز تقدم أو التوصل لاتفاق واضح على الاجتماع مجددًا. (بي بي سي) - الرئيس البرتغالي انيبال كافاكو سيلفا (في الصورة) يفوز بالانتخابات الرئاسية بعد حصوله على نحو 53% من الأصوات في انتخابات شهدت نسبة مقاطعة عالية على وقع أزمة اقتصادية. (بي بي سي) - وثائق مسربة حول المفاوضات الفلسطينية الإسرائيلية تظهر أن المفاوضين الفلسطينيين أبلغوا إسرائيل سرًا أن بإمكانها الاحتفاظ بمساحات شاسعة من القدس الشرقية المحتلة. (رويترز) |     |       |      |      |
| 24 يناير 2011 (الإثنين) | عدل | تاريخ | راقب | تصفح |

| 24 يناير 2011 (الإثنين) | عدل | تاريخ | راقب | تصفح |

| \| 25 يناير 2011 (الثلاثاء) \| عدل \| تاريخ \| راقب \| تصفح \| |     |       |      |      |
| - الرئيس اللبناني ميشال سليمان يكلف نجيب ميقاتي (في الصورة) بتشكيل الحكومة الجديدة بعد حصوله على 68 صوتًا في الاستشارات النيابية، وقد تعهد ميقاتي بتشكيل حكومة لكل لبنان وأن تكون تلك الحكومة هدية لروح رفيق الحريري، وأعمال شغب في طرابلس وعدد من المناطق احتجاجًا على استبعاد سعد الدين الحريري من رئاسة الحكومة، والحريري يعرب عن تنديده الكامل بكافة أعمال الشغب والعنف والتعدي على حرية الآخرين. (العربية) - الاف النشطاء والمعارضين المصريين يبدؤون ما أسموه "يوم الغضب" بتظاهرات في القاهرة والمحافظات احتجاجًا على تدني الأجور والبطالة وارتفاع الأسعار، واشتباكات بين متظاهرين وقوات الأمن قبل وصولهم إلى كوبري قصر النيل بعد رفضهم الرضوخ لأوامر رجال الأمن الذين طالبوهم بالرجوع من حيث أتوا، وأدى ذلك إلى سقوط أكثر من 20 مصابًا. (العربية) - توجه في تونس لتأسيس لجنة حكماء لتحل محل الحكومة الانتقالية المؤقتة، ورئيس أركان الجيش الجنرال رشيد عمار يحذر من الفراغ السياسي ويتعهد بحماية الثورة والبلاد والعباد والالتزام بالدستور والحياد. (الجزيرة) - أمين سر اللجنة التنفيذية لمنظمة التحرير الفلسطينية ياسر عبد ربه يتهم قطر بالوقوف وراء تسريب الوثائق الفلسطينية وتشويه صورة السلطة أمام الرأي العام. (الجزيرة) - تفجير عنيف يهز أحد أكبر مطارات روسيا يودي بحياة 35 شخصًا ويلحق إصابات بالعشرات. (بي بي سي) |     |       |      |      |
| 25 يناير 2011 (الثلاثاء) | عدل | تاريخ | راقب | تصفح |

| 25 يناير 2011 (الثلاثاء) | عدل | تاريخ | راقب | تصفح |

| \| 26 يناير 2011 (الأربعاء) \| عدل \| تاريخ \| راقب \| تصفح \| |     |       |      |      |
| - الشرطة المصرية تستخدم الغازات المسيلة للدموع ومدافع المياه لفض المحتجين في وسط القاهرة بعد يوم من الاحتجاجات الشعبية الكبيرة في أنحاء البلاد للمطالبة بإنهاء حكم الرئيس محمد حسني مبارك الذي مضى عليه 30 عامًا. (بي بي سي) - الولايات المتحدة تدعو الأطراف اللبنانية إلى التحلي بضبط النفس، وتؤكد أن المحكمة الدولية الخاصة بلبنان ستواصل مهمتها، وتقول إن حزب الله يمارس التهديد والترهيب والعنف للسيطرة على الحكومة لتحقيق أهدافه السياسية. (بي بي سي) - محكمة تونسية تصدر مذكرة جلب دولية بحق الرئيس المخلوع زين العابدين بن علي وزوجته ليلى بن علي وذلك بخصوص الاستيلاء على ممتلكات وتحويل عملات أجنبية إلى الخارج، وتطلب من منظمة الشرطة الجنائية الدولية المساعدة في اعتقاله. (العربية) - الوثائق الفلسطينية المسربة تفصح عن تواطؤ السلطة الفلسطينية مع إسرائيل في اغتيال حسن المدهون وفوزي أبو القرع. (الجزيرة) |     |       |      |      |
| 26 يناير 2011 (الأربعاء) | عدل | تاريخ | راقب | تصفح |

| 26 يناير 2011 (الأربعاء) | عدل | تاريخ | راقب | تصفح |

| \| 27 يناير 2011 (الخميس) \| عدل \| تاريخ \| راقب \| تصفح \| |     |       |      |      |
| - تجدد المواجهات بين الشرطة المصرية والمتظاهرين في القاهرة والسويس وذلك في ثالث يوم على التوالي للمظاهرات التي تطالب بإصلاحات سياسية واقتصادية وإلغاء قانون الطوارىء. (العربية) - زعيم حزب الأمة السوداني المعارض الصادق المهدي يدعو حزب المؤتمر الوطني الحاكم إلى القبول بتشكيل حكومة انتقالية قومية لا تعزل أحدًا ولا تلاحق أحدًا، أو مجابهة المصير التونسي المتمثل في الإطاحة بالنظام. (العربية) - القوات المسلحة السعودية وحرس الحدود يشاركان في أكبر عملية إنقاذ تشهدها السعودية لانتشال العالقين بسبب السيول التي تتعرض لها مدينة جدة، ومدير عام الدفاع المدني في المدينة يعلن بأنه تم إنقاذ ألف وخمسمئة شخص حتى الآن. (العربية) |     |       |      |      |
| 27 يناير 2011 (الخميس) | عدل | تاريخ | راقب | تصفح |

| 27 يناير 2011 (الخميس) | عدل | تاريخ | راقب | تصفح |

| \| 28 يناير 2011 (الجمعة) \| عدل \| تاريخ \| راقب \| تصفح \| |     |       |      |      |
| - السلطات المصرية تعطل معظم خدمات شبكة الإنترنت وخدمة إرسال الرسائل النصية عبر الهواتف المحمولة قبل ساعات من القيام باحتجاجات جديدة تخرج من المساجد بعد صلاة الجمعة. (بي بي سي) - القيادي في الحزب الوطني الحاكم في مصر رئيس لجنة الشؤون الخارجية والأمن القومي في مجلس الشورى المصري مصطفى الفقي يطالب الحكومة بالاستقالة، ويدعو الرئيس محمد حسني مبارك إلى الخروج إلى الشعب والإعلان عن إصلاحات، ويرى أن الاستجابة لمطالب الشعب لا تقلل أبدًا من هيبة الدولة. (العربية) - الوزير التونسي الأول محمد الغنوشي يجري تعديلًا وزاريًا موسعًا على حكومته، ويتعهد بإلتزام الحكومة بإجراء الانتخابات الرئاسية القادمة تحت إشراف لجنة مستقلة وبحضور مراقبين دوليين وذلك حتى تتوفر في الاقتراع كل عناصر الشفافية والنزاهة والمصداقية. (العربية) - آلاف اليمنين يتظاهرون في صنعاء مطالبين بتنحي الرئيس علي عبد الله صالح (في الصورة)، والمعارضة تطلب من الجيش التزام الحياد. (الجزيرة) - الوثائق الفلسطينية المسربة تفصح عن استياء السلطة الوطنية الفلسطينية من قدرة المحاصرين في غزة على كسر الحصار، كما كشفت أن كبير المفاوضين الفلسطينيين أحمد قريع طلب من وزيرة خارجية إسرائيل السابقة تسيبي ليفني أن تعيد إسرائيل احتلال منطقة الحدود بين قطاع غزة ومصر لضمان هزيمة حركة حماس. (الجزيرة) |     |       |      |      |
| 28 يناير 2011 (الجمعة) | عدل | تاريخ | راقب | تصفح |

| 28 يناير 2011 (الجمعة) | عدل | تاريخ | راقب | تصفح |

| \| 29 يناير 2011 (السبت) \| عدل \| تاريخ \| راقب \| تصفح \| |     |       |      |      |
| - الرئيس المصري محمد حسني مبارك (في الصورة) يعرب عن أسفه لسقوط ضحايا في المظاهرات، مبينًا أنه سيتمسك بممارسة حق إبداء الرأي والتعبير طالما تم ذلك في إطار الشرعية، ويعلن إنه طلب من الحكومة تقديم استقالتها وأنه سيكلف حكومة جديدة للتعامل مع أولويات المرحلة القادمة. (العربية) - الرئيس المصري محمد حسني مبارك يعين رئيس جهاز المخابرات العامة اللواء عمر سليمان نائبًا للرئيس ليكون أول من يتولى هذا المنصب منذ توليه السلطة، ويكلف الفريق أحمد شفيق بتشكيل الحكومة الجديدة، والجيش يدفع بالمزيد من التعزيزات في مواجهة أعمال السلب والنهب المنتشرة على نطاق واسع في كثير من مناطق القاهرة والإسكندرية والسويس، كما قام بإلقاء القبض على عدد من الخارجين على القانون بينما شرع سكان الأحياء في تشكيل لجان شعبية وفرض أطواق أمنية لحماية أنفسهم وممتلكاتهم بعد بدء سريان حظر التجول الجديد. (بي بي سي) - الرئيس الأمريكي باراك أوباما يلقي بيانًا صحفيًا بشأن الأحداث الجارية في مصر قال فيه إنه تحدث مع الرئيس المصري محمد حسني مبارك وحثه على الوفاء بوعوده بشأن العمل على تحقيق مزيد من الديمقراطية وتحسين سبل المعيشة أمام الشعب والامتناع عن استخدام العنف ضد المتظاهرين المعارضين لنظامه. (بي بي سي) |     |       |      |      |
| 29 يناير 2011 (السبت) | عدل | تاريخ | راقب | تصفح |

| 29 يناير 2011 (السبت) | عدل | تاريخ | راقب | تصفح |

| \| 30 يناير 2011 (الأحد) \| عدل \| تاريخ \| راقب \| تصفح \| |     |       |      |      |
| - السلطات المصرية تمدد ساعات حظر التجوال ساعة إضافية في محاولة منها لتقليص مدة الحركة في الشارع والميادين العامة على المتظاهرين المطالبين برحيل نظام الرئيس محمد حسني مبارك، والمعارض محمد البرادعي ينظم للمتظاهرين في ميدان التحرير ويقول لهم إن مرحلة جديدة قد بدأت وإن التغيير قادم ويدعو الرئيس مبارك للتنحي ويؤكد امتلاكه تفويضًا شعبيًا وسياسيًا للتفاوض من أجل تشكيل حكومة وحدة وطنية. (العربية) - مفوضية استفتاء جنوب السودان تنشر أول نتائج رسمية كاملة لنتيجة الاستفتاء، وبلغت نسبة الذين صوتوا لصالح انفصال جنوب السودان عن الشمال 99.57%. (بي بي سي) - منظمات مدنية وأحزاب معارضة في الجزائر تحدد يوم 12 فبراير القادم موعدًا لانطلاق مظاهرات تنادي باسقاط الرئيس عبد العزيز بوتفليقة (في الصورة) وتغيير جذري لنظام الحكم في البلاد وإنهاء حالة الطوارئ السائدة منذ 19 عامًا. (الجزيرة) - جملة الوفيات في أيام الغضب المصري تصعد إلى 102 قتيل، فيما بلغ عدد الجرحى 1500 مدني و1000 شرطي، ومن بين القتلى رئيس مباحث سجن الفيوم اللواء محمد البطران وعدد من مساعديه. (الجزيرة) - صهر الرئيس التونسي المخلوع زين العابدين بن علي بلحسن الطرابلسي يطلب حق اللجوء السياسي في كندا. (الجزيرة) - اليابان تظفر بكأس آسيا للمرة الرابعة بعد تغلبها في النهائي الآسيوي على المنتخب الأسترالي بهدف دون رد. (الجزيرة) |     |       |      |      |
| 30 يناير 2011 (الأحد) | عدل | تاريخ | راقب | تصفح |

| 30 يناير 2011 (الأحد) | عدل | تاريخ | راقب | تصفح |

| \| 31 يناير 2011 (الإثنين) \| عدل \| تاريخ \| راقب \| تصفح \| |     |       |      |      |
| - المعارضة المصرية تدعو إلى إضراب عام وتظاهرات مليونية يوم غد الثلاثاء مع دخول المظاهرات والاحتجاجات في أنحاء مصر يومها السابع. (بي بي سي) - الإعلان عن التشكيلة الحكومية الجديدة في مصر برئاسة أحمد شفيق، وقد تضمنت التشكيلة بقاء وزير الدفاع المشير محمد حسين طنطاوي والخارجية أحمد أبو الغيط والبترول سامح فهمي والإعلام أنس الفقي بمناصبهم، وتعيين اللواء محمود وجدي وزيرًا للداخلية وسمير رضوان وزيرًا للمالية وجابر عصفور وزيرًا للثقافة. (رويترز) - كوريا الجنوبية ترفض دعوة كوريا الشمالية إلى تقديم موعد المحادثات العسكرية عشرة أيام وذلك لأنها ترى أن الوقت غير كاف للتحضير لأول حوار بينهما منذ الهحوم الذي شنه الشمال على جزيرة حدودية العام الماضي. (رويترز) |     |       |      |      |
| 31 يناير 2011 (الإثنين) | عدل | تاريخ | راقب | تصفح |

| 31 يناير 2011 (الإثنين) | عدل | تاريخ | راقب | تصفح |